# سان کریستوبال وراپاز
سان کریستوبال وراپاز (به اسپانیایی: San Cristóbal Verapaz) یک منطقهٔ مسکونی در گواتمالا است که در استان التا وراپاز واقع شده‌است.